# Хаддл, Молли
Молли Хаддл (англ. Molly Huddle; род. 31 августа 1984, Элмайра, Нью-Йорк, США) — американская легкоатлетка, бегунья на длинные дистанции.
12 августа 2016 года установила национальный рекорд в беге на 10 000 метров на Олимпийских играх в Рио-де-Жанейро.

## Биография
Хаддл родилась в 1984 году в Элмайре, штат Нью-Йорк, в семье Роберта и Кэтлин Хаддл. У неё есть сестра-близнец Меган и старшие сёстры Кэти и Кристин. В 2002 году она окончила в Элмайре Нотрдамскую среднюю школу. С 2003 по 2007 год изучала биологию в Университете Нотр-Дам в штате Индиана. 15 марта 2015 года выиграла Нью-Йоркский полумарафон с личным рекордом — 1:08:31. 12 августа 2016 года на Олимпийских играх в Рио-де-Жанейро заняла 6-е место в беге на 10 000 метров, установив новый национальный рекорд США — 30:13,17. 14 января 2018 года на Хьюстонском полумарафоне с результатом 1:07:25 победила предыдущий американский рекорд, поставленный Диной Кастор. В 2022 году в соавторстве с бегуньей Сарой Слэттери выпустила книгу-пособие «Как она это сделала: истории, советы и секреты успеха от 50 легендарных бегуний на длинные дистанции» (англ. How She Did It: Stories, Advice, and Secrets to Success from Fifty Legendary Distance Runners).
Состоит в браке с канадским бегуном и тренером Куртом Беннинджером. У супругов есть дочь Джозефин Валери (род. 26 апреля 2022). По состоянию на 2023 год семья живёт в Провиденсе, штат Род-Айленд.

## Результаты

### Соревнования
| Год  | Соревнование             | Город          | Дата         | Дистанция     | Результат | Место                 |
| ---- | ------------------------ | -------------- | ------------ | ------------- | --------- | --------------------- |
| 2010 | Чемпионат мира по кроссу | Быдгощ         | 28 марта     | 8 км          | 25:59     | 19                    |
| 2010 | Чемпионат мира по кроссу | Быдгощ         | 28 марта     | 8 км          | 76        | III (командный зачёт) |
| 2010 | Кубок IAAF               | Сплит          | 4—5 сентября | 5000 метров   | 16:08,60  | III                   |
| 2011 | Чемпионат мира по кроссу | Пунта-Умбрия   | 20 марта     | 8 км          | 26:26     | 17 (личный зачёт)     |
| 2011 | Чемпионат мира по кроссу | Пунта-Умбрия   | 20 марта     | 8 км          | 57        | III (командный зачёт) |
| 2012 | Олимпийские игры         | Лондон         | 10 августа   | 5000 метров   | 15:20,29  | 11                    |
| 2013 | Чемпионат мира           | Москва         | 17 августа   | 5000 метров   | 15:05,73  | 6                     |
| 2015 | Чемпионат мира           | Пекин          | 24 августа   | 10 000 метров | 31:43,58  | 4                     |
| 2016 | Олимпийские игры         | Рио-де-Жанейро | 12 августа   | 10 000 метров | 30:13,17  | 6                     |
| 2017 | Чемпионат мира           | Лондон         | 5 августа    | 10 000 метров | 31:24,78  | 8                     |
| 2017 | Чемпионат мира           | Лондон         | 13 августа   | 5000 метров   | 15:05,28  | 12                    |
| 2019 | Чемпионат мира           | Доха           | 28 сентября  | 10 000 метров | 31:07,24  | 9                     |